# Tert-Butylphosphaethin
tert-Butylphosphaethin ist ein Phosphaalkin der Zusammensetzung P≡C–C(CH3)3.

## Darstellung und Eigenschaften
Es ist das erste bei Raumtemperatur isolierbare sowie verwendbare Phosphaalkin. tert-Butylphosphaethin ist eine farblose, bei 61 °C destillierbare, luftempfindliche Flüssigkeit. Es wurde durch die basenkatalysierte β-Eliminierung von Hexamethyldisiloxan vom Phosphaalken [(Me3SiO)(But)C=PSiMe3] erhalten. Die Synthese dieser kinetisch stabilisierten Verbindung stellte einen Meilenstein in der Erforschung der Reaktivität von Kohlenstoff-Phosphor-Mehrfachbindungen dar. Auf der Grundlage von Daten aus Kristallstrukturanalysen konnte für die P≡C-Bindung eine Bindungslänge von 154,8 pm ermittelt werden. Quantenmechanische Rechnungen lassen vermuten, dass die Eigenschaften eher mit Alkinen als mit Nitrilen vergleichbar sind, welches das außergewöhnliche Interesse an dieser Verbindung erklärt.